# 22079 Kabinoff
22079 Kabinoff (2000 AU151) là một tiểu hành tinh vành đai chính được phát hiện ngày 8 tháng 1 năm 2000 bởi Nhóm nghiên cứu tiểu hành tinh gần Trái Đất phòng thí nghiệm Lincoln ở Socorro.